# The Rocketeer
The Rocketeer es una película estadounidense del género ciencia ficción y aventuras de 1991, producida por Walt Disney Pictures con Touchstone Pictures y dirigida por Joe Johnston.  Está basada en el cómic Rocketeer de Dave Stevens que cuenta la historia de un joven piloto acrobático que descubre un misterioso cohete que le permite volar. La película fue distribuida en los cines el 21 de junio de 1991 y recibió reseñas favorables tanto del público general como de la crítica, sin embargo su desempeñó en taquilla fue mediocre. La cinta perdió el Premio Saturn a mejor película de ciencia ficción y Premio Hugo a la mejor representación dramática a manos de la película Terminator 2: Judgment Day. La actriz Jennifer Connelly fue nominada al Premio Saturn en la categoría mejor actriz de reparto, al igual que Ken Ralston en la categoría mejores efectos especiales. La diseñadora Marilyn Vance ganó el Premio Saturn en la categoría mejor vestuario por esta producción.

## Argumento
En la Hollywood de los años 1930, un arma secreta prototipo desarrollada por un inventor ha sido robada por la mafia de Los Ángeles que, intentando escapar del FBI que busca recuperar el artefacto, lo esconde en un aeródromo. Esta arma se trata de un propulsor individual que convierte a quien lo utiliza en un auténtico hombre cohete. Un actor llamado Neville Sinclair (Timothy Dalton) intenta obtener el artefacto para el gobierno de la Alemania Nazi siendo en realidad un agente alemán, pero a su vez la mafia también colabora con el actor sin saber quien es realmente. Los nazis están muy interesados en el aparato. Fortuitamente llegará a manos de Cliff Secord (Billy Campbell), un piloto acrobático con muy poca fortuna a quien todos intentarán atrapar, pero con la ayuda de una bella chica, Jenny (Jennifer Connelly), las cosas tomarán un destino distinto a lo que todos desean con el codiciado invento.

## Reparto
- Billy Campbell como Cliff Secord alias "The Rocketeer".
- Jennifer Connelly como Jenny Blake.
- Alan Arkin como A. "Peevy" Peabody.
- Timothy Dalton como Neville Sinclair.
- Paul Sorvino como Eddie Valentine.
- Terry O'Quinn como Howard Hughes.

## Desarrollo
El ilustrador de cómics Dave Stevens creó a Rocketeer en 1982 y el personaje enseguida fue considerado como el protagonista ideal de una adaptación cinematográfica. A la vista de las circunstancias, Steve Miner compró los derechos cinematográficos a Stevens en 1983. Las ideas que tenía Miner para la producción de una película se alejaban demasiado del concepto original de Stevens y el proyecto no llegó a ponerse en marcha, por lo que los derechos retornaron a Stevens. En 1985, Danny Bilson y Paul De Meo presentaron a Stevens un concepto que era un «sincero y afectuoso homenaje a las series de 1930, con una atmósfera y diálogos adecuados» y que le gustó hasta el punto de cederles los derechos cinematográficos de Rockeeter.[cita requerida]

## Casting
El casting para el papel de Cliff Secord fue una lucha para los cineastas, al punto que el ejecutivo de Disney Jeffrey Katzenberg hizo audicionar al guionista del estudio Karey Kirkpatrick para este papel. Kevin Costner y Matthew Modine fueron los primeros actores considerados para interpretar al protagonista. Cuando vieron que ninguno de los dos estaba disponible, Dennis Quaid, Kurt Russell, Bill Paxton y Emilio Estévez audicionaron para este papel. Johnny Deep era el candidato favorito de Disney para encarnar al personaje. Paxton llegó a declarar que estuvo «muy cerca de conseguir el papel».[cita requerida] Vincent D'Onofrio rechazó el papel y los realizadores se vieron obligados a continuar la búsqueda del protagonista.[cita requerida]

## Filmación
La filmación de The Rocketeer inició el 19 de septiembre de 1990 y terminó el 22 de enero de 1991. La grabación en el Observatorio Griffith tuvo lugar en noviembre de 1990. Completar la grabación de la cinta tomo más de cincuenta días debido a problemas mecánicos y al mal clima. Dave Steven se unió a Joe Johnston y al productor Ian Bruce, cosa que limito fuertemente el control artístico de Disney sobre la cinta. Este hecho molestó bastante a los directivos de Disney, que llegaron a decir: “Esta día y noche en el set de grabación”.[cita requerida]

## Diseño
Stevens dio al diseñador de producción de la cinta Jim Bissel y a sus dos directores de arte todas las referencias bibliográficas pertenecientes al periodo en que estaba ambientada la acción, incluyendo planos de hangares y gradas, fotos y dibujos del café Bulldog, los uniformes del personal del circo aéreo y contactos para ubicar el avión de época que se iba a utilizar. Stevens recuerda que se tomaron las referencias literalmente para la construcción de los sets de rodaje. Por su parte Disney intentó cambiar completamente el diseño del casco del traje. El presidente Michael Einer quería un casco de apariencia similar a los de la NASA, pero el director Johnston amenazó con abandonar  el proyecto.

## Banda sonora
La música para la película fue compuesta y dirigida por James Horner. La banda sonora de la película recibió críticas positivas y a menudo se le referencia como uno de los mejores elementos de la misma. La banda sonora fue lanzada al mercado por Hollywood Records y cuenta con casi una hora de música con ocho pistas de orquesta y dos pistas vocales realizados por la actriz Melora Hardin.
| N.º | Título                                                      | Duración |  |
| 1.  | «Main Title / Takeoff»                                      | 4:30     |  |
| 2.  | «The Flying Circus»                                         | 6:30     |  |
| 3.  | «Jenny»                                                     | 5:10     |  |
| 4.  | «Begin the Beguine» (interpretada por Melora Hardin)        | 3:36     |  |
| 5.  | «Neville Sinclair's House»                                  | 7:20     |  |
| 6.  | «Jenny's Rescue»                                            | 3:20     |  |
| 7.  | «Rendezvous at Griffith Park Observatory»                   | 8:10     |  |
| 8.  | «When Your Lover Has Gone» (interpretada por Melora Hardin) | 3:25     |  |
| 9.  | «The Zeppelin»                                              | 7:58     |  |
| 10. | «Rocketeer to the Rescue / End Titles»                      | 6:30     |  |